# Hậu
De Hậu (Vietnamees: Sông Hậu) is een rivier in de Mekong-delta, het zuidelijkste gedeelte van Vietnam. De Hậu is een voortzetting van de Bassac, een rivier die van het Cambodjaanse Phnom Penh naar de grens met Vietnam stroomt.
De Hậu is een van de twee grootste aftakkingen van de Mekong. De andere grote aftakking is de Tiền. In Vietnam stroomt de Hậu door de provincie An Giang, waarna het de natuurlijke grens vormt tussen de provincies Đồng Tháp và Cần Thơ, Vĩnh Long en Cần Thơ, Hậu Giang en Vĩnh Long en tussen Trà Vinh en Sóc Trăng.
De lengte van de rivier is ongeveer 190 kilometer. Een bekende brug over de Hậu is de brug van Cần Thơ.

## Fotogalerij

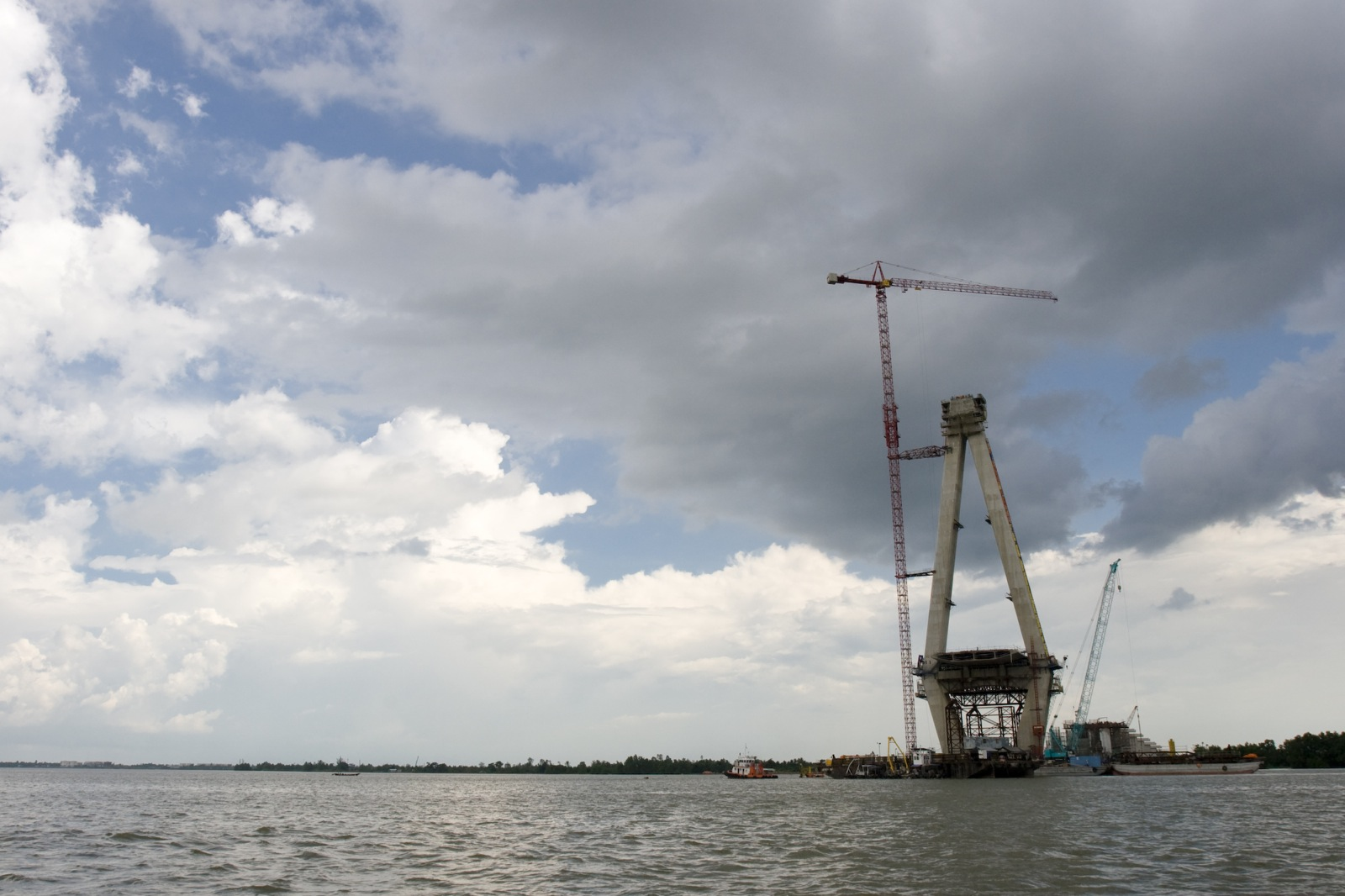
Brug van Cần Thơ in aanbouw
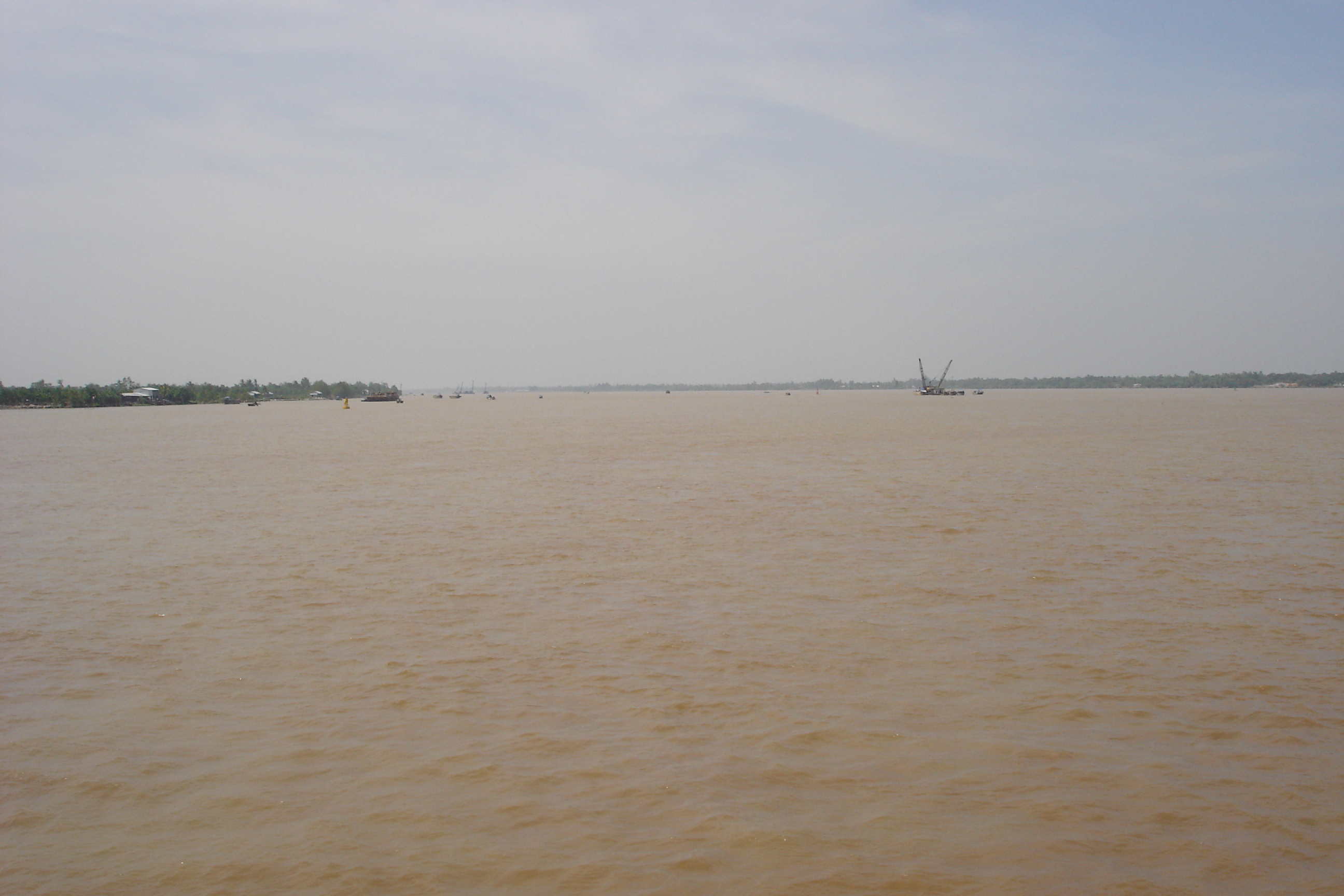
De Hậu in de buurt van Cần Thơ
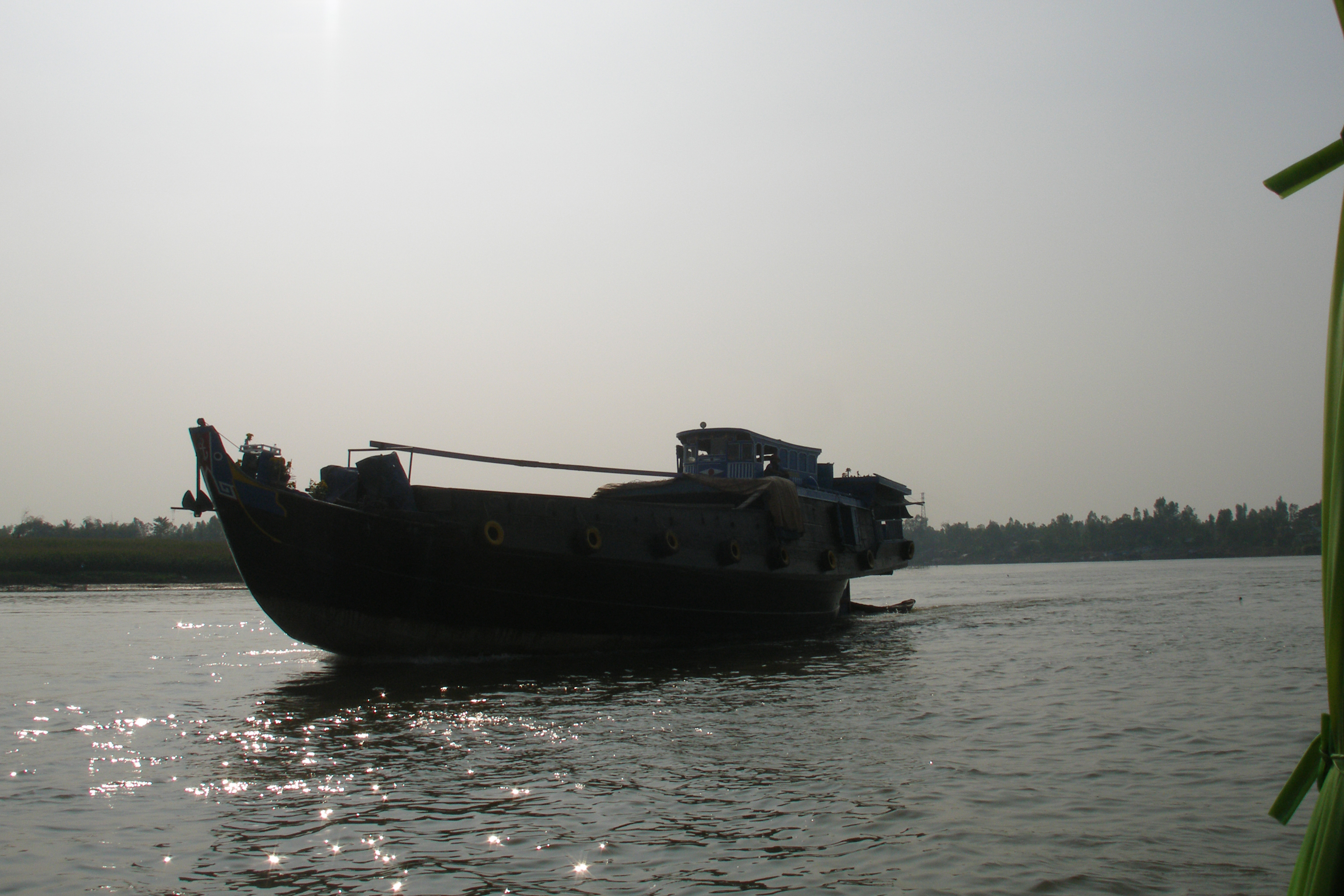